# Gerrit Tardy
Gerrit Tardy (Zwolle, 5 oktober 1932 – Goutum, 13 augustus 2024) was een Nederlands voormalig voetballer die bij voorkeur als middenvelder speelde. Hij stond onder contract bij Zwolsche Boys, Leeuwarden, GVAV en SC Cambuur.

## Loopbaan
Tardy maakte tegen DWV uit Amsterdam op 14 augustus 1949 als midvoor zijn debuut bij de Zwolsche Boys. Het zou iets meer dan een jaar duren alvorens hij zijn eerste doelpunt scoorde. Op 22 november 1950 maakte hij de 2-0 tegen HSC uit Sappemeer. Vanwege een knieblessure kwam hij het volledige seizoen 1953/54 niet in actie. Tardy zou acht seizoenen bij de Zwolsche Boys spelen
Voor aanvang van het seizoen 1955/56 ontstond er een conflict tussen zijn huidige club en stadsgenoot PEC Zwolle. PEC wilde hem laten meespelen in een oefenwedstrijd ondanks dat er geen overeenstemming was over de transfersom. PEC koos eieren voor haar geld en stelde Tardy niet op. Tardy zou het seizoen bij de Zwolsche Boys blijven spelen. Tardy maakte na het seizoen de overstap naar Leeuwarden. Tijdens zijn periode bij Zwolsche Boys speelde Tardy één keer bij het Oostelijk elftal.
Na vier seizoenen in de Friese hoofdstad maakte hij de overstap naar GVAV. Na drie seizoenen werd Tardy vanwege zijn werkzaamheden in Leeuwarden door de Groninger club op de transferlijst gezet. Leeuwarden sloeg snel toe en haalde Tardy terug. In zijn laatste seizoen speelde Tardy bij de Friese club dat ondertussen zijn naam had veranderd in SC Cambuur.

## Carrièrestatistieken
| Seizoen         | Club            | Land            | Competitie                   | Competitie | Competitie | Beker | Beker | Internationaal | Internationaal | Overig | Overig | Totaal | Totaal |
| Seizoen         | Club            | Land            | Competitie                   | Wed.       | Dlp.       | Wed.  | Dlp.  | Wed.           | Dlp.           | Wed.   | Dlp.   | Wed.   | Dlp.   |
| --------------- | --------------- | --------------- | ---------------------------- | ---------- | ---------- | ----- | ----- | -------------- | -------------- | ------ | ------ | ------ | ------ |
| 1949/50         | Zwolsche Boys   | Nederland       | Eerste klasse                | –          | –          | x     | x     | 0              | 0              | 0      | 0      | –      | 0      |
| 1950/51         | Zwolsche Boys   | Nederland       | Eerste klasse                | –          | 5          | x     | x     | 0              | 0              | 0      | 0      | –      | 0      |
| 1951/52         | Zwolsche Boys   | Nederland       | Eerste klasse A              | –          | 6          | x     | x     | 0              | 0              | 0      | 0      | –      | 0      |
| 1952/53         | Zwolsche Boys   | Nederland       | Eerste klasse A              | –          | 5          | x     | x     | 0              | 0              | 0      | 0      | –      | 0      |
| 1953/54         | Zwolsche Boys   | Nederland       | Eerste klasse A              | –          | –          | x     | x     | 0              | 0              | 0      | 0      | –      | 0      |
| 1954/55         | Zwolsche Boys   | Nederland       | Eerste klasse B (Afgebroken) | 8          | 2          | x     | x     | 0              | 0              | 0      | 0      | 8      | 2      |
| 1954/55         | Zwolsche Boys   | Nederland       | Eerste klasse A              | –          | 2          | x     | x     | 0              | 0              | 0      | 0      | –      | 2      |
| 1955/56         | Zwolsche Boys   | Nederland       | Eerste klasse B              | –          | 3          | x     | x     | 0              | 0              | 0      | 0      | –      | 3      |
| 1956/57         | Leeuwarden      | Nederland       | Tweede divisie A             | 28         | 8          | 4     | 0     | 0              | 0              | 0      | 0      | 32     | 8      |
| 1957/58         | Leeuwarden      | Nederland       | Eerste divisie B             | 30         | 3          | 3     | 0     | 0              | 0              | 0      | 0      | 33     | 3      |
| 1958/59         | Leeuwarden      | Nederland       | Eerste divisie A             | 28         | 6          | 2     | 1     | 0              | 0              | 0      | 0      | 30     | 7      |
| 1959/60         | Leeuwarden      | Nederland       | Eerste divisie B             | 31         | 6          | x     | x     | 0              | 0              | 0      | 0      | 31     | 6      |
| 1960/61         | GVAV            | Nederland       | Eredivisie                   | 32         | 1          | 4     | 0     | 0              | 0              | 0      | 0      | 36     | 1      |
| 1961/62         | GVAV            | Nederland       | Eredivisie                   | 33         | 1          | 0     | 0     | 0              | 0              | 0      | 0      | 33     | 1      |
| 1962/63         | GVAV            | Nederland       | Eredivisie                   | 23         | 1          | 1     | 0     | 0              | 0              | 0      | 0      | 24     | 1      |
| 1963/64         | Leeuwarden      | Nederland       | Tweede divisie A             | 24         | 6          | 1     | 0     | 0              | 0              | 0      | 0      | 25     | 6      |
| 1964/65         | SC Cambuur      | Nederland       | Tweede divisie A             | 5          | 0          | 1     | 0     | 0              | 0              | 0      | 0      | 6      | 0      |
| Carrière totaal | Carrière totaal | Carrière totaal | Carrière totaal              | 242*       | 39*        | 16    | 1     | 0              | 0              | 0      | 0      | 263*   | 40*    |

In de seizoenen 1950/51 tot en met 1955/1956 en in het seizoen 1959/1960 werd er geen bekercompetitie georganiseerd.